# فهرست نان‌ها
فهرست نان‌ها (انگلیسی: List of breads)

## نان‌ها
| نان                                                   | تصویر                                                                       | نوع                                          | منشأ                                                         | توضیحات (شامل مواد اصلی و جنبه‌های قابل توجه) |
| ----------------------------------------------------- | --------------------------------------------------------------------------- | -------------------------------------------- | ------------------------------------------------------------ | --- |
| Aish merahrah                                         |                                                                             | نان تخت                                      | مصر                                                          | تهیه شده با دانه شنبلیله و ذرت؛ خمیر را یک شبه اجازه می‌دهیم تا تخمیر شود، سپس صاف شده و پخته می‌شود. |
| Anadama bread                                         |                                                                             | نان                                          | ایالات متحده آمریکا (نیو انگلند)                             | یک نان شیرین با آرد ذرت و ملاس. |
| آنپان                                                 |                                                                             | نان شیرین                                    | ژاپن                                                         | معمولاً با خمیر لوبیا قرمز یا با لوبیا سفید، کنجد یا شاه بلوط پر می‌شود. |
| اپام "hoppers"                                        |                                                                             | پراکندگی متفاوت                              | هند اندونزی سری‌لانکا                                         | پنکیک نازک کاسه ای شکل، ساخته شده از آرد برنج تخمیر شده، شکل گرفته از طریق ظروف پخت و پز، طعم خنثی، معمولاً با چاشنی تند یا کاری، برای صبحانه یا شام سرو می‌شود. |
| Apple bread                                           |                                                                             | نان جوانه گندم                               | تایوان                                                       | تهیه شده از جوانه گندم و تخم مرغ، برخی با پر کردن سیب |
| Arboud                                                |                                                                             | نان فطیر                                     | اردن                                                         | نان فطیر از آرد و آب و نمک که در اخگر آتش پخته می‌شود. سنتی در میان بادیه نشینان عرب |
| آره‌پا                                                 |                                                                             | نان ذرت                                      | آمریکای جنوبی (نواحی شمالی)                                  | غذای تهیه شده از خمیر ذرت آسیاب شده یا آرد ذرت پخته، شبیه به تورتیلای آمریکائی و شفیره سالوادور. |
| بابا (نان)                                            |                                                                             | نان‌های گرد و ضخیم مختلف                      | China (شمال غربی یون‌نان، مردم ناشی)                          | نان گرد و ضخیم، اغلب با پر کردن‌های مختلف شیرین یا خوش طعم. |
| Babka                                                 |                                                                             | نان مخمر                                     | لهستان، اوکراین                                              | نان شیرین و بافته شده محبوب در میان یهودیان مهاجر. |
| بیگل                                                  |                                                                             | نان مخمر                                     | اشکنازی                                                      | حلقه ای شکل، معمولاً با فضای داخلی متراکم و جویدنی؛ معمولاً با دانه‌های کنجد یا خشخاش که روی سطح آن پخته می‌شود، روی آن‌ها می‌ریزند. در قلیاب جوشانده شود. |
| Baghrir بغیر، غرایف، مچاهده                           | Baghrir with sugar                                                          | پنکیک                                        | مغرب عربی (الجزایر، مراکش and تونس)                          | پنکیک در الجزایر، مراکش و تونس مصرف شد. آنها کوچک، اسفنجی و ساخته شده با سمولینا یا آرد هستند. وقتی به درستی پخته شوند، سوراخ‌های کوچکی در آن‌ها ایجاد می‌شود (که هر سسی با آن سرو می‌شود خیس می‌شود). |
| باگت French stick, French bread                       |                                                                             | نان مخمر                                     | فرانسه                                                       | نان دراز نازک، ساخته شده از آب، آرد، مخمر و نمک، فوراً با شکاف‌هایی که در سطح بالایی قبل از پخت بریده شده است، قابل تشخیص است تا اجازه انبساط گاز را بدهد. می‌توان آن را به شکل گندم برش داد و آن را "Pain d'épi" نامید. |
| Bakarkhani                                            |                                                                             | نان تخت                                      | جنوب آسیا & خاورمیانه                                        | نان مسطح غلیظ، شیرین یا تند ساخته شده از خمیر، روغن، شیر، شکر. بیشتر به عنوان تنقلات و همچنین در افطار مصرف می‌شود. |
| Balep korkun                                          |                                                                             | نان تخت                                      | Tibet (مرکز)                                                 | گرد، مسطح، آسان ساخته شده از آرد جو، آب، بکینگ پودر، پخته شده در ماهیتابه؛ بالپ کورکون نوعی باناک است. |
| Bammy                                                 |                                                                             | نان تخت                                      | جامائیکا                                                     | یک نان مانیوک، پخته شده روی سینی. |
| کیک موزی                                              |                                                                             | نان سریع                                     | ایالات متحده آمریکا                                          | متراکم، ساخته شده با موز له شده، اغلب یک نان سریع مرطوب، شیرین و کیک مانند است، اما برخی از دستور العمل‌ها نان‌های مخمری سنتی هستند. |
| بان می                                                |                                                                             | نان مخمر                                     | ویتنام                                                       | نوعی از باگت فرانسوی، باگت ویتنامی دارای پوسته نازک و خرده‌های سفید و هوادار است. ممکن است هم از آرد گندم و هم از آرد برنج تشکیل شده باشد. |
| باناک                                                 |                                                                             | نان سریع                                     | بریتانیا (اسکاتلند)                                          | انواع مدرن با جوش شیرین یا بکینگ پودر به عنوان ماده خمیر کننده ساخته می‌شوند و بافتی سبک و مطبوع می‌بخشند. ممکن است پخته یا سرخ شده باشد. برخی از مردم مردم بومی قاره آمریکا در آمریکای شمالی نسخه‌های خود را از bannock آماده می‌کنند. |
| بارا بریت                                             |                                                                             | Fruit bread                                  | بریتانیا (ولز)                                               | گاهی به «نان خالدار»، کشمش، مویز و میوه آب‌نباتی به خمیر اضافه می‌شود. |
| نان بربری                                             |                                                                             | نان تخت                                      | ایران افغانستان (شمال غربی)                                  | اختراع قبایل باربر ایران و شمال افغانستان. |
| Barmbrack                                             |                                                                             | نان سریع                                     | ایرلند                                                       | شیرین تر از نان ساندویچی، اما غنی تر از کیک، حاوی سلطان و کشمش برای افزودن بافت است. |
| Barm cake                                             |                                                                             | نان                                          | بریتانیا (انگلستان، لانکاشر)                                 | رول شیرین نرم. برگرفته از فرایند خمیر مایه باستانی پیش از روم با استفاده از بارم. تصویر کیک بارم با پودینگ سیاه و کره ذوب شده است. |
| Bastone Italian stick, cane, staff                    |                                                                             | نان                                          | ایتالیا                                                      | کوتاه‌تر و ضخیم‌تر از باگت فرانسوی. گاهی با دانه کنجد تزیین کنید. |
| Bazin                                                 |                                                                             | نان تخت                                      | لیبی                                                         | تهیه شده با جو (گیاه) آب و نمک. |
| Bazlama                                               |                                                                             | نان تخت                                      | ترکیه                                                        | مسطح و دایره ای با ضخامت متوسط ۲ سانتی‌متر که معمولاً تازه مصرف می‌شود. |
| نان آبجو                                              |                                                                             | Quick or نان                                 | آلمان                                                        | با آبجو معمولی یا انواع دیگر مانند ماءالشعیر غلیظ یا تیره تهیه می‌شود. |
| Belgian waffle                                        |                                                                             | وافل                                         | بلژیک                                                        | نوعی وافل محبوب در آمریکای شمالی و بلژیک. در مقایسه با وافل استاندارد آمریکایی، آن را با اندازه بزرگتر، خمیر سبک‌تر، مربع‌های بزرگتر و الگوی شبکه ای بالاتر که جیب‌های عمیقی را تشکیل می‌دهد، شناسایی می‌شود. |
| Bhakri                                                |                                                                             | نان تخت                                      | هند پاکستان                                                  | رنگ معمولاً مایل به خاکستری است که از غلات ساخته شده و در نتیجه پروتئین و فیبر بالایی مانند جوار، باجرا یا ذرت دارد. |
| بیالی                                                 |                                                                             | نان                                          | لهستان                                                       | مشابه نان شیرینی، اما به جای سوراخ فقط یک گودی روی آن دارد که با کمی کره و پیاز یا سیر خرد شده پر می‌شود. در لهستان به عنوان "cebularz" شناخته می‌شود. |
| Bibingka                                              |                                                                             | کیک برنج                                     | فیلیپین                                                      | نوعی کیک برنجی که در دیگ سفالی پخته می‌شود. اغلب با کره، تخم مرغ شور اردک، شکر مسکوادو، پنیر رنده شده و نارگیل خشک شده. |
| Bing                                                  |                                                                             | نان تخت                                      | چین                                                          | مشابه تورتیلای مکزیکی، فقط بسیار ضخیم‌تر. معمولاً روی سینی پخته می‌شود. |
| Biscotti                                              |                                                                             | بیسکویت                                      | ایتالیا                                                      | بیسکویت بادام ایتالیایی که دوبار پخته شده، مستطیلی شکل، خشک، ترد است و ممکن است به‌طور سنتی وین سانتو در نوشیدنی غوطه ور شود. |
| Biscuit                                               |                                                                             | نان سریع اگرچه گاهی با مخمر                  | ایالات متحده آمریکا، کانادا                                  | این به نان سریع آمریکای شمالی، عموماً سبک و کرکی (شبیه به اسکون) اشاره دارد. در جاهای دیگر اصطلاح بیسکویت به معنای محصول پخته شده کوچکی است که در ایالات متحده و بیشتر کانادای انگلیسی زبان «کوکی» یا «ترقه» نامیده می‌شود. |
| نان چاودار                                            |                                                                             | چاودار                                       | روسیه                                                        | ساخته شده از دانه چاودار، معمولاً تیره رنگ و فیبر بالا، از بافت ترد تا متراکم و جویدنی است. |
| Blaa                                                  |                                                                             | نان همبرگر                                   | ایرلند                                                       | نان خمیری، نان سفید (رول) تخصص؛ به ویژه با واترفورد مرتبط است. در حال حاضر در واترفورد و شهرستان کیلکنی ساخته شده است و از لحاظ تاریخی در وکسفورد ساخته شده است. |
| بولانی (غذا)                                          |                                                                             | نان تخت                                      | افغانستان                                                    | پوست بسیار نازکی دارد و می‌توان آن را با مواد مختلفی مانند سیب زمینی، اسفناج، عدس، کدو تنبل، تره فرنگی پر کرد. |
| Bolillo                                               |                                                                             | نان یا نان خمیر ترش                          | مکزیک                                                        | یک نان خوش طعم که معمولاً در مکزیک و آمریکای مرکزی یافت می‌شود. این گونه‌ای از باگت است، طول کوتاه‌تر (تقریباً ۱۵ سانتی‌متر)، با نان ترد و درونی نرم به نام «migajón». |
| Bolo do caco                                          |                                                                             | نان تخت                                      | پرتغال (مادیرا)                                              | یک نان تخت دایره ای که با سیب زمینی شیرین درست می‌شود. |
| Borlengo                                              |                                                                             | پنکیک                                        | ایتالیا                                                      | یک کرپ نازک که اکنون با شیر، تخم مرغ (گاهی حذف می‌شود)، آرد و نمک درست می‌شود. در اصل غذایی است که فقرا می‌خوردند و با آرد و آب درست می‌کردند. |
| Borodinsky                                            |                                                                             | نان خمیر ترش                                 | روسیه                                                        | نان چاودار قهوه ای تیره که به‌طور سنتی با ملاس شیرین می‌شود و با گشنیز و دانه زیره طعم دار می‌شود. |
| بول (نان)                                             |                                                                             | نان                                          | فرانسه بلژیک موناکو                                          | از زبان فرانسوی برای «توپ». |
| نان رول                                               |                                                                             | نان همبرگر                                   | اروپا                                                        | کوتاه، مستطیل یا گرد، معمولاً قبل یا همراه غذا، اغلب با کره سرو می‌شود. |
| Breadstick                                            |                                                                             | نان خشک                                      | ایتالیا                                                      | نان خشکی که به شکل چوب درآمده و به عنوان پیش غذا سرو می‌شود. |
| بریوش                                                 |                                                                             | نان، شیرین                                   | فرانسه                                                       | یک نان بسیار غنی شده که به دلیل محتوای بالای کره و تخم مرغ آن مشهور است و معمولاً به عنوان جزئی از دسرهای فرانسوی استفاده می‌شود. در نان یا نان درست می‌شود. |
| Broa                                                  |                                                                             | نان ذرت                                      | پرتغال، گالیسیا (اسپانیا), آنگولا، موزامبیک، کیپ ورد و برزیل | برخلاف نان ذرت معمولی در جنوب ایالات متحده، از مخلوط آرد ذرت و گندم یا آرد چاودار، به جای بکینگ پودر یا جوش شیرین با مخمر خمیر شده است. |
| Brown bread                                           |                                                                             | چاودار یا نان گندم                           | جهانی                                                        | تهیه شده با مقدار قابل توجهی آرد غلات کامل، معمولاً چاودار یا گندم؛ گاهی با ملاس یا قهوه درست می‌شود. همچنین به عنوان "نان سبوس دار" شناخته می‌شود. |
| بوبلیک                                                |                                                                             | Wheat bread                                  | لهستان                                                       | تهیه شده از خمیر گندم با مخمر که معمولاً حاوی شیر، کره و سفیده تخم مرغ است و نسبتاً شیرین است. |
| نان سفید کانادایی                                     |                                                                             | نان سفید                                     | کانادا                                                       | A thick, protein-rich sliced sandwich bread. |
| نان هویج                                              |                                                                             | نان                                          | ایالات متحده آمریکا                                          | قابل تهیه با هویج رنده شده or آب‌هویج. Pictured is a vegan carrot bread with raisins. |
| Catalán                                               |                                                                             | نان                                          | اروگوئه                                                      | Soft bun, similar to hamburger bread. |
| سسنیکا                                                |                                                                             | نان سودا                                     | صربستان                                                      | پخت در طول فصل کریسمس با یک سکه نقره جامد در خمیر برای خوش شانسی. یکی از اعضای خانواده که تکه نان او حاوی سکه است، خوش شانس‌ترین فرد برای آن سال محسوب می‌شود. |
| نان خالا                                              |                                                                             | نان                                          | یهودیان                                                      | بافته شده، با آرد گندم، مخمر، روغن/کره و تخم مرغ (اختیاری)، که معمولاً توسط یهودیان برای «شبات» ساخته می‌شود. |
| چاپاتی                                                |                                                                             | نان تخت                                      | هند                                                          | چاپاتی نان پهنی مدور از آرد، آب و روغن است که روی اجاق می‌پزند. قرن‌هاست که در خانواده‌های هندی مورد توجه بوده و حتی در متون قدیمی سانسکریت نیز از آن یاد شده است. چاپاتی در هند منشأ گرفت و بعداً به آسیای جنوب شرقی و مرکزی، شرق آفریقا و دریای کارائیب گسترش یافت، جایی که بخشی از رژیم غذایی روزمره باقی می‌ماند. |
| Chickpea bread                                        |                                                                             | نان                                          | آلبانی ترکیه                                                 | ساخته شده از آرد نخودچی. بارزترین تفاوت این نوع نان در این است که به جای استفاده از مخمر معمولی از مخمر تهیه شده با نخود استفاده می‌کنند. |
| چیپا (نان)                                            |                                                                             | Cheese bread                                 | آرژانتین، پاراگوئه                                           | نمونه پاراگوئه ای، ساخته شده از مانیوک آرد و پنیر. |
| Cholermüs                                             |                                                                             | پنکیک                                        | سوئیس                                                        | همچنین به عنوان «پنکیک سوئیسی» شناخته می‌شود، همان‌طور که از نامش مشخص است، پنکیک سوئیسی یا «کرپ سرخ شده خرد شده»، یک پنکیک صبحانه با پر کردن میوه خشک است. این آماده‌سازی را نباید با هولرموس یا هلدرموس که یک ماش سنجد است اشتباه گرفت. |
| Christmas wafer                                       |                                                                             | نان ترد                                      | لهستان/اروپای مرکزی                                          | ویفرهای کریسمس یک نان تشریفاتی است که معمولاً روی آنها تصاویری از شخصیت‌های مسیحی مانند عیسی یا مریم باکره نقش بسته است. |
| چیاباتا                                               |                                                                             | نان سفید                                     | ایتالیا                                                      | نان تا حدودی کشیده، پهن و مسطح است و مانند دمپایی باید تا حدی از وسط جمع شود. |
| Coffin bread                                          |                                                                             | bread bowl                                   | تایوان                                                       | نان را گود می‌کنند و قبل از پر شدن با خورش خامه ای مرغ، غذاهای دریایی، تره یا قارچ، برشته یا سرخ می‌کنند. سپس با یک تکه نان برشته یا سرخ شده روی آن را می‌پوشانند و ظاهر «تابوت» را ایجاد می‌کنند |
| Coppia Ferrarese                                      |                                                                             | نان خمیر ترش                                 | ایتالیا                                                      | به شکل پیچ خورده. نان خمیر ترش که با آرد، گوشت خوک، روغن زیتون و مالت درست می‌شود. |
| نان ذرت                                               |                                                                             | نان ذرت                                      | قاره آمریکا                                                  | تهیه شده از آرد ذرت، پخته شده یا سرخ شده، ظاهری طلایی دارد، معمولاً داخلی مرطوب دارد. |
| نان کله قندی                                          |                                                                             | نان                                          | بریتانیا (انگلستان)                                          | نام بیشتر به شکل نان اشاره دارد، نه قوام، نان‌ها زمانی ساخته می‌شوند که گلوله‌های کروی بزرگتر و کوچکتر به هم کوبیده می‌شوند و شکل کلبه ای را تشکیل می‌دهند. |
| Cozonac                                               |                                                                             | نان خمیر مایه شیرین                          | رومانی، بلغارستان                                            | با شیر، مخمر، تخم مرغ، شکر، کره، کشمش، لوکوم، پوست پرتقال یا لیمو رنده شده، گردو یا فندق و طعم وانیل یا رام تهیه می‌شود. |
| تردک                                                  |                                                                             | نان ترد                                      | ایالات متحده آمریکا بریتانیا جزیره من                        | یک کالای پخته که معمولاً از دانه و آرد، خمیر تهیه می‌شود و معمولاً در مقادیر زیاد تولید می‌شود. کراکرها (تقریباً معادل بیسکویت‌های شور در بریتانیا و جزیره من) معمولاً مسطح، ترد، کوچک هستند (معمولاً ۳ اینچ یا کمتر قطر دارند) و در اشکال مختلف، معمولاً گرد یا مربع ساخته می‌شوند. |
| کرپ                                                   |                                                                             | پنکیک                                        | فرانسه                                                       | پنکیک‌های بسیار نازک، معمولاً با مواد پر شیرین مانند مربا، کره، شکر، عسل، کارامل نمکی یا پخش شده با فندق شکلاتی پر می‌شوند. در کانادا اغلب آنها را با میوه پر می‌کنند و به عنوان غذای صبحانه مصرف می‌کنند. |
| Crisp bread                                           |                                                                             | نان ترد                                      | اسکاندیناوی                                                  | بسیار خشک، به‌طور سنتی از آرد چاودار سبوس دار، نمک و آب تشکیل شده است. |
| Crumpet                                               |                                                                             | نان تخت                                      | انگلستان (انگلستان)                                          | معمولاً دایره ای و مسطح، اما ضخیم، با منافذ در سطح بالایی. این به آن بافتی سبک و اسفنجی می‌دهد. |
| Cuban bread                                           |                                                                             | نان، نان سفید                                | ایالات متحده آمریکا (فلوریدا) کوبا                           | یک نان سفید نسبتاً ساده، شبیه نان فرانسوی و نان ایتالیایی، اما روش پخت و فهرست مواد کمی متفاوت دارد. |
| نان کاری                                              |                                                                             | نان همبرگر                                   | ژاپن                                                         | مقداری کاری ژاپنی در یک تکه خمیر پیچیده می‌شود که با خرده‌های نان پوسته‌دار پوشانده می‌شود و معمولاً سرخ شده یا پخته می‌شود. |
| Damper                                                |                                                                             | نان فطیر (traditionally)                     | استرالیا                                                     | ساخته شده از آرد گندم که به‌طور سنتی در زغال‌سنگ آتش پخته می‌شود. غذای نمادین استرالیایی |
| Dampfnudel                                            |                                                                             | نان شیرین، نان سفید                          | آلمان                                                        | Usually dense and moist with a سفید top surface. |
| Dhebra                                                | Dhebra                                                                      | نان تخت                                      | هند (گجرات)                                                  | ارزن/باجرا، نان سبوس دار، حاوی برگ‌های تازه متی (شنبلیله) و دانه‌های کنجد. |
| دورایاکی                                              |                                                                             | پنکیک                                        | ژاپن                                                         | شیرینی ژاپنی که از دو نان شیرینی کوچک مانند پنکیک ساخته شده از کاستلا تشکیل شده که دور پر از شیرینی آنکو (خوراکی) پیچیده شده است. |
| دوسا                                                  |                                                                             | پنکیک                                        | جنوب هند (جنوب هند)                                          | کرپ یا پنکیک تخمیر شده از برنج خمیرابه و عدس سیاه. همچنین با انواع مواد پرکننده مانند سیب زمینی، نارگیل، پنیر، سبزیجات، میوه‌های خشک و غیره سرو می‌شود. |
| Dumb bread                                            |                                                                             | نان فطیر                                     | جزایر ویرجین                                                 | این نان هیچ نیازی به مخمر ندارد. ترکیبات شامل آرد، آب، کره، شکر، بکینگ پودر، نمک و شیر است. اغلب به خمیر خرد شده نیز اضافه می‌شود. |
| Eggette                                               |                                                                             | پنکیک                                        | هنگ کنگ                                                      | پنکیک کروی یا وافل توپی محبوب در هنگ کنگ و ماکائو. این ماده غذایی به عنوان پفک تخم مرغ، وافل تخم مرغ، پفک یا با نام کانتونی آن، gai daan jai نیز شناخته می‌شود و از تخم مرغ، شکر، آرد و شیر تبخیر شده سبک تهیه می‌شود. |
| مافین انگلیسی                                         |                                                                             | نان                                          | انگلستان                                                     | کوچک، گرد، نازک، معمولاً با سمولینا گرد و غبار شده و به صورت افقی، برشته شده، کره شده، به عنوان میان‌وعده به تنهایی یا بخشی از وعده غذایی، معمولاً صبحانه یا در بریتانیا و ایرلند، چای اوایل عصر سرو می‌شود. در بریتانیا، معمولاً به آن «مفین» می‌گویند. |
| Farl                                                  |                                                                             | نان تخت                                      | بریتانیا (اسکاتلند)                                          | این خمیر را روی تابه یا تابه به صورت دایره ای خشن پهن می‌کنیم و سپس آن را به چهار قسمت مساوی برش می‌دهیم و می‌پزیم. |
| فاریناتا                                              |                                                                             | نخود آرد نان تخت از ایتالیا                  | آرژانتین، ایتالیا، اروگوئه                                   | نان مسطح تهیه شده با آرد نخود و آب، که به نام فاینا (اسم مردانه در اروگوئه، اسم مؤنث در آرژانتین) نیز شناخته می‌شود. |
| Felipe                                                |                                                                             | مایه خمیر شده                                | آرژانتین، پاراگوئه، اروگوئه                                  | پوسته سخت، خمیر مایه، گندم. |
| Filone                                                |                                                                             | مایه خمیر شده                                | ایتالیا                                                      | شبیه به باگت فرانسوی. |
| نان تخت                                               |                                                                             | نان تخت                                      | Global                                                       | نانی که به شکل صاف و اغلب گرد است. در بسیاری از فرهنگ‌ها در سراسر جهان پخته و خورده می‌شود. |
| Flatbrød                                              |                                                                             | نان تخت                                      | نروژ                                                         | غذاهای سنتی که معمولاً با ماهی، گوشت شور و سوپ مصرف می‌شود. |
| Flatkaka                                              |                                                                             | نان تخت، نان چاودار                          | ایسلند                                                       | نرم، گرد، نازک و تیره با طرحی مشخص از ماهیتابه؛ به‌طور سنتی در ماهیتابه‌های چدنی کوچک و سنگین سرخ می‌شود. |
| فوکاچا                                                |                                                                             | نان مخمر                                     | ایتالیا                                                      | اغلب با چاقو سوراخ یا نقطه گذاری می‌شود تا حباب‌های سطحی کاهش یابد. |
| فوگاس (نان)                                           |                                                                             | نان مخمر                                     | فرانسه                                                       | برخی از نسخه‌ها به شکلی شبیه خوشه گندم حجاری شده یا بریده بریده شده‌اند. |
| فوگازا                                                |                                                                             | مایه خمیر شده نان تخت با پیاز                | آرژانتین، اروگوئه                                            | همچنین در اروگوئه به نام فیگازا نیز شناخته می‌شود، fugazzeta یک گونه آرژانتینی است. |
| نان گراهام                                            |                                                                             |                                              | ایالات متحده آمریکا                                          | یک نان سبوس دار با الهام از سیلوستر گراهام. |
| Galleta de Campaña                                    |                                                                             |                                              | آرژانتین، اروگوئه، پاراگوئه                                  | نان گندم لایه ای با گوشت خوک. |
| Galette                                               |                                                                             | پنکیک                                        | فرانسه                                                       | پنکیک بسیار نازک که به آن گالت گندم سیاه یا گالت برتون نیز می‌گویند، شبیه کرپ است، اما به جای آرد با گندم سیاه درست می‌شود. این به‌طور سنتی با پر کردن طعم‌دار مانند ژامبون، پنیر، تخم‌مرغ، قارچ، گوجه‌فرنگی، پیاز و/یا سالاد پر می‌شود. |
| Green onion pancake                                   |                                                                             | نان تخت                                      | چین                                                          | مرزه، بدون مخمر نان تخت تا کرده با روغن و پیازچه چرخ کرده (پیاز سبز). برخلاف پنکیک واقعی، به جای خمیر از خمیر درست می‌شود. |
| Guokui                                                |                                                                             | نان تخت                                      | چین                                                          | نان تخت از آرد با تنوع منطقه ای مختلف تهیه می‌شود که اغلب در فر استوانه ای پخته می‌شود. |
| Hallulla                                              |                                                                             | نان تخت                                      | شیلی                                                         | گرد، پخته شده با کره، مورد استفاده برای آلیادوهای شیلی: ساندویچ پنیر و ژامبون. |
| Hard dough bread                                      |                                                                             | نان مخمر                                     | جامائیکا                                                     | یک نان ساندویچی معمولی. |
| Hardbrood                                             |                                                                             | نان تخت، سفید                                | هلند (خرونینگن (استان))                                      | نان مسطح سفید خشک، متشکل از دو لایه، هر کدام به ضخامت یک پنکیک آمریکایی، که در فرورفتگی‌ها به هم متصل شده‌اند. |
| بیسکویت دریایی                                        |                                                                             | نان تخت، ترد                                 | مصر، حوضه مدیترانه                                           | نوع ساده کراکر یا بیسکویت که از آرد، آب و گاهی نمک تهیه می‌شود. |
| Himbasha                                              |                                                                             | نان تخت                                      | اریتره اتیوپی                                                | جشن، کمی شیرین، اغلب در مناسبت‌های خاص سرو می‌شود، انواع مختلف، مشخص‌ترین طعم دهنده، دانه‌های هل آسیاب شده است. |
| نان ساندویچی هوگی                                     |                                                                             | مایه خمیر شده                                | ایالات متحده آمریکا                                          | نوعی رول بلند که برای تهیه ساندویچ هوآگی استفاده می‌شود. مواد مورد استفاده در تهیه رول هوگی شامل آرد، تخم مرغ، شیر، روغن نباتی، نمک، شکر و مخمر است. برخی از نسخه‌ها شامل دانه‌های کنجد در بالای رول هستند |
| Hot and spicy cheese bread                            |                                                                             | نان مخمر                                     | ایالات متحده آمریکا (مدیسن (ویسکانسین))                      | تهیه شده از خمیر مایه بریوش مانند، مخلوط با پنیر پروولون، پنیر جک مونتری و روی آن فلفل قرمز تند خرد شده. |
| اینجرا                                                |                                                                             | نان تخت                                      | اریتره اتیوپی                                                | با یک استارتر تخمیر شده با بافت منحصر به فرد و کمی اسفنجی که به‌طور سنتی از آرد تف تهیه می‌شود. |
| Johnnycake یا Hoecake                                 |                                                                             | نان تخت                                      | ایالات متحده آمریکا                                          | سرخ شده از آرد ذرت زرد یا سفید که با نمک، آب داغ یا شیر مخلوط شده و در تابه یا فر پخته می‌شود. گاهی شیرین شده؛ منسوب به سرخپوستان ایالات متحده آمریکا. |
| کعک                                                   |                                                                             | مایه خمیر شده                                | خاور نزدیک خاورمیانه جهان عرب ارمنستان                       | با حلقه‌های نان و شیرینی متفاوت است. |
| کلاش (نان)                                            |                                                                             | نان مخمر                                     | اسلاوهای شرقی                                                | نان کتل بل یا حلقه ای شکل. |
| Kamir                                                 |                                                                             | نان مخمر                                     | اندونزی                                                      | نان گرد از مخمر، آرد، کره، مخلوط تخم مرغ و موز یا تاپای. |
| خاچاپوری                                              |                                                                             | نان تخت                                      | گرجستان                                                      | نان پر از پنیر. انواع مختلف شکل‌ها و پرکردگی‌های متفاوتی دارند. |
| Khanom bueang                                         |                                                                             | نان تخت، ترد                                 | تایلند                                                       | غذاهای خیابانی رایج تایلندی، شبیه تاکوهای ساخته شده از آرد برنج است که معمولاً ابتدا روی آن یا با خامه نارگیل پر می‌شود، سپس رویه‌های شیرین یا خوش طعم: نارگیل خرد شده، نوارهای تخم مرغ سرخ شده یا زرده تخم مرغ، پیازچه خرد شده. |
| Khakhra                                               |                                                                             | نان تخت، ترد                                 | هند (گجرات)                                                  | غذای رایج گجراتی، شبیه روتی یا چاپاتی به شکل گرد، اما ترد و خشک. |
| Khooba Roti                                           |                                                                             | نان تخت، Soft                                | هند (راجستان)                                                | غذای راجستانی معمولی، شبیه نسخه ضخیم‌تر روتی یا چاپاتی به شکل گرد، از بیرون کمی سفت اما از داخل نرم. تهیه شده با قیمه و آرد گندم. در برخی از مناطق راجستان به آن جادی روتی نیز می‌گویند. |
| Khubz                                                 |                                                                             | نان تخت                                      | جهان عرب                                                     | نان مخمری سایز متوسط که با آرد کامل تهیه می‌شود و در مرکز آن یک جیب تو خالی قرار دارد. |
| Kifli                                                 |                                                                             | نان مخمر                                     | اتریش                                                        | شبیه به نان شیرینی، اما خمیر به صورت گوه شروع می‌شود و به جای دایره - یا گاهی به شکل یک چوب مستقیم - به شکل هلالی در می‌آید. کیپفرل معمولاً تخم مرغ را شسته و با دانه‌های خشخاش یا دانه‌های زیره مخلوط با نمک درشت می‌پاشند. |
| Kisra                                                 |                                                                             | نان تخت                                      | سودان سودان جنوبی                                            | محبوب تخمیر در فرآوری غذایی نان از سورگوم دورنگ (durra) یا گندم. |
| Kitcha                                                |                                                                             | نان تخت                                      | اتیوپی اریتره                                                | همچنین به عنوان «کیتتا» یا «کاکابسا» شناخته می‌شود، نان تخت که در تابه پخته می‌شود. اغلب برای ساختن fit-fit استفاده می‌شود. |
| Komeko pan                                            | پرونده:Japanese نان برنج .JPG                                               | نان برنج                                     | ژاپن                                                         | درست شده از آرد برنج. |
| Kulcha                                                |                                                                             | نان تخت                                      | هند پاکستان (منطقه پنجاب)                                    | از خمیر آرد مایدا، پوره سیب زمینی، پیاز (اختیاری)، بسیاری از ادویه جات ترشی جات، به شکل گرد گرد، پخته شده تا قهوه ای طلایی، معمولاً با کره مالیده می‌شود، با کاری نخود تند خورده می‌شود. |
| Lagana                                                |                                                                             | نان ترد                                      | یونان                                                        | نوع ویژه نان آزیم فقط در دوشنبه پاک روز اول چله روزه پخته می‌شود. با لازانیا اشتباه نشود. |
| لحوح                                                  |                                                                             | مایه خمیر شده                                | جیبوتی سومالی یمن                                            | اسفنجی، پنکیک مانند، خمیر آرد ساده، آرد خود ورآمده، آب گرم، مخمر، نمک کمی. |
| لانگوش                                                |                                                                             | نان مخمر                                     | مجارستان اتریش                                               | پته خمیر پخته شده در چربی. به عنوان میان‌وعده با خامه ترش و پنیر و همچنین با ژامبون، پیاز و جعفری سرو می‌شود. گرم سرو می‌شود. |
| Laobing                                               |                                                                             | نان تخت                                      | شمال چین (نواحی شمالی)                                       | بدون مایه خمیر، که گاهی «پنکیک چینی» نامیده می‌شود، بسیار شبیه به هندی چاپاتی، می‌تواند به اندازه یک پیتزای بزرگ با ضخامت حدود یک سانتی‌متر، بافت خمیری و جویدنی باشد، که با سرخ کردن خمیر بدون مخمر غلیظ از نمک ساخته شده است. آرد، آب |
| Laufabrauð                                            |                                                                             | نان تخت                                      | ایسلند                                                       | Laufabrauð نوعی نان سنتی ایسلندی است که بیشتر در فصل کریسمس خورده می‌شود. |
| نان لواش                                              |                                                                             | نان تخت                                      | ایران ارمنستان                                               | خمیر نرم، نازک و صاف پهن می‌شود، در زمان تازه انعطاف‌پذیر است، استفاده از آن برای ساندویچ‌های بسته‌بندی آسان‌تر است، سریع خشک می‌شود و برای نگهداری طولانی‌تر شکننده و سفت می‌شود. یک غذای سنتی آشپزی ارمنی. در سال ۲۰۱۴، «لواش، تهیه، معنی و ظهور نان سنتی به عنوان بیان فرهنگ در ارمنستان» در فهرست میراث فرهنگی ناملموس یونسکو درج شد. |
| Lefse                                                 |                                                                             | نان تخت                                      | نروژ                                                         | نرم، از سیب زمینی، شیر یا خامه (یا گاهی گوشت خوک)، آرد، پخته شده روی تابه. |
| Limpa                                                 |                                                                             | نان مخمر                                     | اسکاندیناوی                                                  | یک نان چاودار شیرین و تند. |
| Llonguet                                              |                                                                             | نان مخمر                                     | سرزمین‌های کاتالان، به‌ویژه جزیره مایورکا.                     | Llonguet یا نان فرانسوی نوعی نان بیضی شکل کوچک است که روی آن شیار دارد. با آرد، آب، مخمر و نمک ساخته می‌شود. این یک نان است، شبیه به یک رول فرانسوی، با پوسته ثابت و خرده‌های شل که عمدتاً برای تهیه ساندویچ استفاده می‌شود. |
| Lye roll                                              |                                                                             | نان مخمر                                     | آلمان                                                        | رول‌هایی که قبل از پخت در قلیاب پوشانده شده یا غوطه ور شده‌اند، اگرچه سدیم هیدروژن‌کربنات یا سدیم کربنات ممکن است جایگزین شوند. شکل کلی تر از پرتزل. |
| Malooga یا مالوج                                      |                                                                             | نان تخت                                      | یمن                                                          | خمیر پیتزا مانند (آرد، آب، مخمر، نمک) خوب ورز داده شده، ورآمده، به صورت گرد بریده شده، کشیده شده، قیمه گرم به‌طور مکرر روی خمیر پخش می‌شود، در حالی که تا می‌شود، گرد به شکل گرد صاف کشیده می‌شود، در تنور مانند پخته می‌شود. فر |
| Maltese bread یا نان مالتیز                           |                                                                             | خمیرمایه                                     | مالت                                                         | نان سنتی مالتی که منشأ آن کورمی است، اغلب با رب گوجه فرنگی و روغن زیتون سرو می‌شود. |
| Mantou                                                | پرونده:Classicسفید Mantou.jpg                                               | نان همبرگر                                   | چین                                                          | بخارپز، از آرد سفید، اغلب کمی شیرین شده. |
| نان مرقوق                                             |                                                                             | نان تخت                                      | شام (سرزمین) خاورمیانه جهان عرب غرب آسیا                     | معمولاً خمیر بزرگ و گرد، به قطر حدود ۲ فوت، قبل از پخت نازک نگه داشته می‌شود. می‌توان آن را در فر سفالی یا روی «ساج»، یک توری فلزی گنبدی و محدب پخت. |
| ماراکوتا                                              |                                                                             | مایه خمیر شده، نان لوبدار                    | شیلی                                                         | خمیر شده، با آرد، نمک، آب و مایه خمیر درست می‌شود. |
| مصا                                                   |                                                                             | نان تخت                                      | شام (سرزمین) (یهودیان)                                       | بی خمیرمایه. در یهودیت، عمدتاً در طول پسح استفاده می‌شود. برای جلوگیری از بالا آمدن در ۱۸ دقیقه ساخته شده است. از ۲ ماده آرد و آب تشکیل شده است. |
| مرون‌پان                                               |                                                                             | نان شیرین، ترد                               | ژاپن                                                         | ساخته شده از خمیر غنی شده با لایه نازکی از خمیر شیرینی ترد. نان آناناس یک نان شیرین مشابه از هنگ کنگ است، و یک نوع کره ای نان سوبورو از کره بادام زمینی در لایه بالایی استفاده می‌کند. |
| Miche                                                 |                                                                             | مایه خمیر شده                                | فرانسه                                                       | نان گرد، اغلب بر پایه خمیر ترش. |
| میچتا                                                 |                                                                             | مایه خمیر شده                                | ایتالیا                                                      | که به نام روزتا نیز شناخته می‌شود، شکلی توخالی و برآمده دارد. |
| رول شیر                                               |                                                                             | مایه خمیر شده                                |                                                              | نان سفید نرم که گاهی در قالب نان با مقطع دایره ای پخته می‌شود. دستور غذا شامل شیر است. |
| Mohnflesserl                                          |                                                                             | سفید                                         | اتریش                                                        | شیرینی سنتی اتریشی به شکل نان بافته که گاهی با دانه‌های خشخاش یا نمک پاشیده می‌شود یا لعاب می‌شود. |
| Mollete                                               |                                                                             | نان تخت، سفید                                | اسپانیا (Andalusia)                                          | یک نان سفید نرم که اغلب با روغن و سیر یا چربی گوشت خوک سرو می‌شود. |
| بیگل مونترآلی                                         |                                                                             | نان مخمر                                     | کانادا                                                       | نان شیرینی که در آب شیرین شده با عسل می‌پزند و در تنور هیزمی می‌پزند. کوچکتر و متراکم تر است و به‌طور منحصر به فردی تخم مرغ و عسل را در خمیر قرار می‌دهد. |
| Msemmen                                               | A platter of msamman served with jam, olive oil, honey, butter, and olives. | نان تخت                                      | شمال آفریقا                                                  | تهیه شده از آرد، بلغور گندم دوروم، مخمر خشک، کره آب شده، نمک، شکر و آب. |
| نان ایرانی                                            | Naan from a Pakistani restaurant                                            | نان تخت                                      | آسیای مرکزی، جنوب آسیا                                       | مایه خمیر شده نان پخته شده یا سرخ شده |
| Ngome                                                 |                                                                             | نان تخت                                      | مالی                                                         | ساخته شده از ارزن، آب و روغن نباتی. |
| ابواژانک کراکوفسکی                                    |                                                                             | نان مخمر                                     | لهستان (کراکوف)                                              | محصول نان حلقه ای شکل که از رشته‌های خمیر به صورت مارپیچ تابیده شده است و قبل از پختن به آن نمک، تخم خشخاش، کنجد دانه‌ها و غیره می‌پاشند. |
| Pain de mie or pancarré                               |                                                                             | نان مخمر                                     | فرانسه                                                       | نان به سبک ساندویچی کمی شیرین با خرده‌های متراکم. |
| Pan marsellés                                         |                                                                             | نان مخمر                                     | اروگوئه                                                      | یک نان سفید متوسط نرم، لوبدار، با پوسته سفت که در آغشته ذرت گرد و غبار شده است. تا حدودی شبیه نان ایتالیایی است |
| Pao Alentejano                                        |                                                                             | نان خمیرمایه                                 | پرتغال                                                       | خمیر ترش پوسته دار که به‌طور سنتی با چوب پخته می‌شود |
| Palianytsia                                           |                                                                             | نان مخمر                                     | اوکراین                                                      | به‌طور سنتی با برش در بالا درست می‌شود و در اجاق پخته می‌شود |
| Pambazo                                               |                                                                             | نان مخمر                                     | مکزیک                                                        | نانی برای تهیه ساندویچی به همین نام. |
| Pan dulce                                             |                                                                             | نان شیرین                                    | مکزیک                                                        | نانی که یکی از خوراکی‌های پوستر در مکزیک و دیگر کشورهای آمریکای لاتین است. |
| Panbrioche                                            |                                                                             | مایه خمیر شده                                | ایتالیا                                                      | نانی شبیه بریوش. |
| پاندسال                                               |                                                                             | نان شیرین                                    | فیلیپین                                                      | نان گرد از آرد، تخم مرغ، مخمر، شکر و نمک. |
| پاندرو                                                |                                                                             | نان مخمر                                     | ایتالیا                                                      | نان مخمر شیرین سنتی، محبوب‌تر در کریسمس و سال نو، معمولاً ورونی، معمولاً به شکل هرم ناقص با بخش ۸ ستاره‌ای، که اغلب با پودر قند پودری معطر وانیلی که شبیه قله‌های برفی است سرو می‌شود. آلپ ایتالیا در زمستان. |
| Pan de manteca                                        |                                                                             | نان کره ای                                   | اروگوئه                                                      | |
| Pane carasau                                          |                                                                             | نان تخت                                      | ایتالیا                                                      | نان تخت سنتی، نازک، ترد، معمولاً به شکل ظرفی به عرض نیم متر، با پختن نان تخت پخته شده، تقسیم آن به دو ورق که دوباره پخته می‌شود، دستور پخت قدیمی است. چوپانانی که ماه‌ها از خانه دور می‌ماندند، در صورت خشک نگه داشتن می‌توانند تا یک سال دوام بیاورند. |
| Pane di Altamura                                      |                                                                             | مایه خمیر شده                                | ایتالیا                                                      | ساخته شده از دوروم آرد، اغلب به شکل عجیب و غریب. |
| Pane ticinese                                         |                                                                             | مایه خمیر شده، سفید                          | سوئیس                                                        | سفید که از نظر شکل و نرمی متمایز است، از چند نان یا رول کوچک برای شکستن با دست ساخته می‌شود و به خمیر روغن اضافه می‌شود که آن را نرم می‌کند. |
| Panettone                                             |                                                                             | نان شیرین                                    | ایتالیا                                                      | قسمت کرکی، پایه گرد، هشت ضلعی یا ستاره ای، روزها طول می‌کشد تا خمیر اسیدی مانند خمیر ترش پخته شود، حاوی مرکبات شیرین شده، کشمش، برش عمودی، با سیب یا شامپاین سرو می‌شود، به ویژه. برای کریسمس، سال نو |
| فوکاچا                                                |                                                                             | مایه خمیر شده                                | ایتالیا                                                      | نانی شبیه به فوکاچا. |
| Pão de queijo                                         |                                                                             | مانیوک آرد                                   | برزیل                                                        | نانی شبیه چیپا (نان) با کاساوا آرد و پنیر. |
| پاپادام یا Papad                                      |                                                                             | نان تخت                                      | هند                                                          | نازک، ترد و شبیه کراکر، همراه با غذا، به عنوان پیش غذا، به عنوان آخرین غذا، یا به عنوان میان‌وعده، با مواد مختلف سرو می‌شود: پیاز خرد شده، چاتنی، سایر چاشنی‌ها و چاشنی‌ها. |
| نان پاراتا                                            |                                                                             | نان تخت                                      | هند (شمال هند) پاکستان بنگلادش                               | بدون مایه خمیر، از سرخ کردن خمیر گندم کامل، قیمه یا روغن پخت و پز معمولاً در خمیر و روی نان‌های آماده تهیه می‌شود، معمولاً با سبزیجات یا پنیر پر شده و با کره، چاتنی، سس‌های تند یا کاری از گوشت و سبزیجات سرو می‌شود. |
| Parotta                                               |                                                                             | نان تخت                                      | هند (جنوب هند)                                               | یک لایه مشترک نان تخت از جنوب هند. این که به عنوان باروتا نیز شناخته می‌شود، نباید با پاراتای شمال هند اشتباه شود. پاروتاها معمولاً در رستوران‌ها و مغازه‌های کنار جاده در کرالا، کارناتاکا، تامیل نادو و جنوب ساحل آندرا موجود هستند. |
| Paximathia                                            |                                                                             | نان خشک                                      | یونان                                                        | نان سوخاری نیز با گندم کامل، نخود یا جو آرد تهیه می‌شود و از نان‌های رایج یونان است. |
| Peg bread                                             |                                                                             | مایه خمیر شده، نان لوبدار یا نان با چربی خوک | هند غربی (به ویژه جامائیکا)                                  | نانی شبیه به نان رول |
| پنیا (نان)                                            |                                                                             | نان شیرین                                    | ایتالیا                                                      | تهیه شده از شکر، کره، تخم مرغ، دانه انیسون و لیمو. |
| نان پیتا                                              |                                                                             | نان تخت                                      | خاور نزدیک یونان قبرس                                        | گرد با جیب داخلی، در حین پختن، بخار خمیر را پف می‌کند، همان‌طور که خنک و صاف می‌شود یک جیب در وسط باقی می‌ماند. نسخه کوچک خبز، در کشورهای عربی رایج است. |
| پیتزا                                                 |                                                                             | مایه خمیر شده نان تخت با رومال               | ایتالیا                                                      | یک پایه گرد و مسطح از خمیر مایه گندمی که روی آن گوجه فرنگی، پنیر و مواد مختلف دیگر قرار داده شده است که در دمای بالا به‌طور سنتی در اجاق هیزمی پخته می‌شود. اولین بار در قرن دهم ثبت شد، این غذا به یکی از محبوب‌ترین غذاها در جهان و یک ماده فست فود رایج در اروپا و آمریکای شمالی تبدیل شده است. |
| Piadina                                               |                                                                             | نان تخت                                      | ایتالیا                                                      | نازک، معمولاً در منطقه رومانیا با آرد سفید، چربی گوشت خوک یا روغن زیتون، نمک، آب، خمیری که به‌طور سنتی روی ظرف سفالی پخته می‌شود، تهیه می‌شود، امروزه تابه‌های مسطح یا توری‌های برقی رایج تر است. |
| پیستولت (نان)                                         |                                                                             | مایه خمیر شده                                | بلژیک                                                        | گرد و کوچک، به‌طور سنتی با کره و مربا برای صبحانه صبح یکشنبه پر می‌شود |
| پوآچا                                                 |                                                                             | نان تخت                                      | بالکان ترکیه                                                 | عموماً از گندم آرد تهیه می‌شود، اما ممکن است جو و گاهی چاودار نیز به آن اضافه شود. می‌توان آن را با سیب زمینی، گوشت چرخ کرده یا پنیر پر کرد و دانه‌ها و گیاهانی مانند کنجد، کنجد سیاه، شوید خشک را در خمیر قرار داد یا روی آن بپاشید. |
| Porteño                                               |                                                                             | مایه خمیر شده                                | اروگوئه                                                      | گندم، خمیر مایه، بریده شده، شبیه تابه فلوتا. |
| Portuguese sweet bread                                |                                                                             | نان شیرین                                    | پرتغال                                                       | گرد، تهیه شده با شیر، شکر یا عسل، نان شیرین با بافت سبک، که به‌طور سنتی برای کریسمس و عید پاک درست می‌شود (با تخم مرغ‌های آب‌پز سفت که اغلب در آن پخته می‌شود)، امروزه در تمام طول سال تهیه می‌شود. |
| نان سیب‌زمینی                                          |                                                                             | مایه خمیر شده or نان فطیر                    | ایالات متحده آمریکا لیتوانی لتونی                            | سیب زمینی جایگزین بخشی از گندم معمولی آرد، نسبت سیب زمینی به گندم بسیار متفاوت است، مخمر یا بدون خمیر مایه، ممکن است بسیاری از مواد دیگر در پخته شده باشد، روش‌های پخت متنوع. |
| Potbrood                                              |                                                                             | مایه خمیر شده                                | آفریقای جنوبی                                                | تولید شده در دیگ چدنی پوشیده از زغال چوب، طیف وسیعی از طعم‌ها را دارد اما اغلب با گندم آرد و ذرت شیرین درست می‌شود. |
| پرتزل                                                 |                                                                             | نان مخمر                                     | آلمان                                                        | گره آلمانیک لیه رول، گاهی نرم، گاهی سخت، گاهی شیرین، گاهی شور. |
| Proja                                                 |                                                                             | نان ذرت                                      | کرواسی صربستان                                               | کلوچه‌های کوچک یا قرص‌های نان ذرت، در زمان فقر گسترده رایج بود، اکنون یک غذای معمولی روزمره است. |
| پومپرنیکل                                             |                                                                             | چاودار                                       | آلمان                                                        | چودار بسیار سنگین، متراکم و کمی شیرین که به‌طور سنتی با آسیاب درشت آرد تهیه می‌شود. در حال حاضر اغلب با آرد مخلوط و توت غلات کامل ساخته می‌شود. |
| نان کدو تنبل                                          |                                                                             | Quick bread                                  | ایالات متحده آمریکا (سرخ‌پوستان ایالات متحده آمریکا)          | یک نوع مرطوب نان سریع ساخته شده با کدو تنبل. کدو تنبل را می‌توان قبل از استفاده پخته و نرم کرد یا به سادگی با نان پخت. استفاده از کنسرو کدو تنبل آن را به غذای ساده‌تری تبدیل می‌کند. مواد اضافی شامل فندقی (میوه) (مانند گردو). |
| Puran Poli، اوباتو، باباتلو، باکشالو نیز نامیده می‌شود |                                                                             | نان تخت                                      | هند                                                          | دسر شیرینی که برای مناسبت‌ها و اعیاد سرو می‌شود، پر از عدس نخود پخته، زردچوبه، شکر، زنجبیل و ادویه جات، پخته شده روی سینی داغ، همراه با شیر یا قیمه و سوپ آبگوشت عدس سرو می‌شود. |
| Qistibi                                               |                                                                             | نان تخت                                      | روسیه (تاتارستان و باشقیرستان)                               | نان تخت بو داده با انواع پر کردن داخل. خمیر باید تخمیر نشده باشد. محبوب‌ترین پرکننده پوره سیب زمینی است، اما ممکن است راگو یا ارزن نیز باشد. نیمی از نان تخت را پر می‌کنند و نیم دیگر آن را می‌پوشانند. بعداً روی نان تخت کره صاف شده می‌پاشند. |
| نان سریع                                              |                                                                             | مایه خمیر شده                                | ایالات متحده آمریکا                                          | مایه خمیر شده با ماده ای غیر از مخمر. |
| Rewena bread                                          |                                                                             | نان خمیر ترش                                 | نیوزیلند                                                     | نان گرد که با فرهنگ نان خمیر ترش بر پایه سیب زمینی درست می‌شود. |
| Rieska                                                |                                                                             | نان تخت                                      | فنلاند                                                       | بدون خمیرمایه، معمولاً از جو یا سیب زمینی تهیه می‌شود. |
| Röggelchen                                            |                                                                             | چاودار                                       | آلمان (راینلند) Eastern بلژیک                                | شیرینی کوچک به صورت رول دوتایی از دو تکه خمیر که حداقل ۵۰ درصد آن چاودار است. |
| نان روتی                                              |                                                                             | نان تخت                                      | هند پاکستان                                                  | فطیر، تهیه شده از آرد سبوس دار از آسیاب سنگ، به نام سنتی عطا آرد. |
| Roti bolen                                            |                                                                             | نان شیرین                                    | اندونزی                                                      | از آرد پخته شده با لایه‌های کره یا مارگارین که با پنیر، دوریان یا موز پر شده است. |
| Roti buaya                                            |                                                                             | نان شیرین                                    | اندونزی                                                      | نان کروکودیل شکل از سیب‌زمینی شیرین یا مانیوک که به‌طور سنتی در عروسی باتاوی سرو می‌شود. |
| روتی چانای                                            |                                                                             | نان تخت                                      | اندونزی مالزی سنگاپور تایلند                                 | نان تخت با کاری. منشأ هندی جنوبی، در کشورهای مختلف آسیای جنوب شرقی محبوب است. این نان که از خمیر درست می‌شود معمولاً از چربی (معمولاً روغن حیوانی گی)، آرد و آب تشکیل شده است. برخی از دستور العمل‌ها شامل شیرعسلی نیز شیرین شده است. |
| Rugbrød                                               |                                                                             | نان خمیر ترش                                 | دانمارک                                                      | ساخته شده از چاودار و گندم آرد یا تا ۱/۳ دانه چاودار کامل ممکن است دانه کامل، پایه خمیر ترش معمولی، کم چرب، بدون روغن یا طعم دهنده اما نمک، فیبر بالا، شکر کم یا بدون شکر، معمولاً مستطیل قهوه ای بلند باشد. |
| Rumali Roti                                           |                                                                             | نان تخت                                      | شمال هند (نواحی شمالی)                                       | رومالی در زبان هندی به معنای دستمال یا دستمال است. این نان تخت نازک و نرم است مثل دستمال. با maida آرد (گندم بسیار تصفیه شده آرد) درست می‌شود. |
| Ryaninjun                                             |                                                                             | مایه خمیر شده                                | ایالات متحده آمریکا (نیو انگلند)                             | نان قهوه ای که از آرد چاودار و آرد ذرت تهیه می‌شود و روی برگ‌های بلوط یا کلم پخته می‌شود، توسط پیوریتان‌ها در نیوانگلند در قرن هفدهم و هجدهم ساخته می‌شود. این نام از «چودار و هندی» گرفته شده است. |
| نان چاودار                                            |                                                                             | مایه خمیر شده                                | اروپا                                                        | ساخته شده از بخش‌های مختلف دانه چاودار آرد، رنگ روشن تا تیره از طریق آرد استفاده می‌شود و در صورت اضافه شدن رنگ، معمولاً متراکم تر و فیبر بالاتر از بسیاری از نان‌های معمولی، رنگ تیره‌تر، طعم قوی تر. نان چاودار یهودی در آشپزی یهودی اشکنازی رایج است و در بالای آن زیره سیاه قرار می‌گیرد. در آلمان نان‌هایی با مخلوط چاودار و غلات دیگر |
| Sacramental bread                                     |                                                                             | نان ترد                                      | یونان ایتالیا (رم)                                           | نان تشریفاتی که در آیین عشای ربانی مسیحی استفاده می‌شود. |
| نان ساجی                                              |                                                                             | نان فطیر                                     | خاورمیانه، ترکیه، ارمنستان                                   | مواد اصلی روزانه در بسیاری از کشورهای خاورمیانه به ویژه در لبنان |
| Samoon                                                |                                                                             | نان مخمر                                     | عراق                                                         | در تنورهای سنگی سنتی مانند پیتزا پخته می‌شود. معمولاً با انواع غذاها مانند هوموس، کباب، شاورما سرو می‌شود. |
| Salt-rising bread                                     |                                                                             | مایه خمیر شده                                | ایالات متحده آمریکا                                          | ساخته شده از گندم آرد، استارتر مایع (آب یا شیر)، ذرت، سیب زمینی یا گندم و برخی مواد جزئی دیگر. نتیجه دارای خرده‌های متراکم و طعم پنیر مانند مثبت است. |
| Sandwich roll                                         |                                                                             | نان مخمر                                     | مکزیک                                                        | یک نان نرم و سفید که عموماً برای تهیه ساندویچ به نام «تورتا» استفاده می‌شود. |
| سنگک                                                  |                                                                             | نان خمیر ترش                                 | ایران                                                        | خمیر مایه گندم کامل، ساده، مستطیلی یا مثلثی، معمولاً دو نوع: بدون تاپینگ عمومی و گرانتر که روی آن را با دانه‌های خشخاش یا کنجد می‌پوشانند. |
| Scallion bread                                        |                                                                             | نان پیازچه                                   | تایوان                                                       | این نان با استفاده از رویه پیاز سبز و استفاده از چربی گوشت خوک سنتی، بافتی نرم، کرکی و عطری متمایز دارد. |
| اسکون                                                 |                                                                             | نان سریع                                     | بریتانیا                                                     | نان سریع کوچک معمولاً از گندم، جو یا بلغور جو دوسر، بکینگ پودر تهیه می‌شود. |
| Sgabeo                                                |                                                                             | مایه خمیر شده                                | ایتالیا (Lunigiana)                                          | به صورت نواری سرخ شده و نمک زده شده. |
| Shaobing                                              |                                                                             | Layered نان تخت                              | چین                                                          | نان تخت ضخیم، پخته شده و لایه لایه که ممکن است پرکننده شیرین یا خوش طعم باشد. |
| شیرمال                                                |                                                                             | نان تخت                                      | هند ایران                                                    | سنتی با طعم زعفران که معمولاً به جای آب با شیر درست می‌شود. |
| نان شیر ژاپنی                                         |                                                                             | نان مخمر                                     | ژاپن                                                         | یک نان شیری سفید نرم که با tangzhong درست می‌شود و معمولاً در نانوایی‌های آسیایی یافت می‌شود. |
| Shotis puri                                           |                                                                             | نان مخمر                                     | گرجستان                                                      | ساخته شده از آرد سفید و به شکل قایق پارویی قایق‌رانی که در تنور پخته شده است. |
| Shuangbaotai                                          |                                                                             | Dough bread                                  | تایوان                                                       | نان خمیری جویدنی سرخ شده حاوی محفظه‌های بزرگ هوا در داخل و پوسته ترد در خارج. از چرخاندن دو تکه خمیر کوچک به هم و سرخ کردن آن‌ها به‌دست می‌آید و در حالی که به هم متصل می‌مانند، کمی از هم جدا می‌شوند. |
| نان سودا                                              |                                                                             | نان سودا                                     | ایرلند                                                       | انواع نان سریع که به‌طور سنتی در غذاهای مختلف تهیه می‌شود که در آن از بی کربنات سدیم (که به عنوان جوش شیرین شناخته می‌شود) به جای مخمر معمولی به عنوان عامل افزایش دهنده استفاده می‌شود. مواد تشکیل دهنده نان سودایی سنتی آرد، جوش شیرین، نمک و دوغ است. دوغ موجود در خمیر حاوی اسید لاکتیک است که با جوش شیرین واکنش می‌دهد و حباب‌های ریز دی‌اکسید کربن را تشکیل می‌دهد. مواد دیگری مانند کشمش، تخم مرغ یا آجیل‌های مختلف را می‌توان اضافه کرد. |
| Sopa                                                  |                                                                             | ذرت آرد و نان پنیری                          | پاراگوئه                                                     | ذرت آرد پنیر تخم مرغ چربی گوشت خوک. |
| Sopapilla                                             |                                                                             | نان کدو حلوایی سرخ شده                       | شیلی                                                         | کدو، گندم آرد و چربی گوشت خوک |
| نان خمیر ترش                                          | خمیرمایه                                                                    | هلال حاصلخیز                                 |                                                              | فرآورده نانی که از تخمیر طولانی خمیر با استفاده از لاکتوباسیل و مخمرهای طبیعی تهیه می‌شود. در مقایسه با نان‌هایی که به سرعت با مخمر کشت شده تهیه می‌شوند، معمولاً طعم ترش ملایمی دارد زیرا اسید لاکتیک تولید شده توسط لاکتوباسیل‌ها است. |
| گندم آلمانی                                           |                                                                             | نان مخمر                                     | گرجستان ارمنستان                                             | عمدتاً با املای آرد یا کنجاله درشت تهیه می‌شود. |
| Sprouted bread                                        |                                                                             | Sprouted                                     | جزیره من                                                     | نوعی نان از جوانه زدن (جوانه زدن) غله کامل |
| Taboon bread یا Laffa                                 |                                                                             | نان تخت                                      | ترکیه                                                        | تابون روکشی است که در بسیاری از غذاها استفاده می‌شود. این نوع نان تخت را به‌طور سنتی در تنور تابون می‌پزند و با پر کردن‌های مختلف می‌خورند. |
| تافتون                                                |                                                                             | مایه خمیر شده                                | ایران                                                        | مایه خمیر شده نان آرد با زعفران و مقدار کمی پودر هل در فر سفالی پخته شده است. |
| نان تنور                                              |                                                                             | نان تخت                                      | هند آسیای مرکزی غرب آسیا شرق آفریقا                          | نوعی نان پخته شده در تنور سفالی که به آن تنور می‌گویند. |
| کیک چای                                               |                                                                             | نان شیرین                                    | بریتانیا                                                     | نان شیرین میوه ای معمولاً به صورت برشته شده و کره ای سرو می‌شود. |
| Texas toast                                           |                                                                             | نان مخمر                                     | ایالات متحده آمریکا (تگزاس)                                  | نوعی نان سفید بسته‌بندی شده (همان‌طور که از نامش پیداست به صورت برشته فروخته نمی‌شود) که با ضخامت دوبرابر معمولی بیشتر نان‌های برش خورده به فروش می‌رسد. در حالی که می‌توان آن را به روشی مشابه برش‌های نان معمولی مانند در ساندویچ‌ها استفاده کرد، به ویژه برای غذاهای حاوی مایعات، مانند سس باربیکیو، یا جایی که ضخامت اضافی می‌تواند محصول را بهبود بخشد، مفید است، مانند تست فرانسوی.                                                        |
| Tiger bread                                           |                                                                             | نان برنج                                     | هلند                                                         | نان رب برنجی که با روغن کنجد و با طرحی که روی آن پخته شده با رنگ کردن خمیر برنج روی سطح قبل از پخت درست شده است. خمیر در طول فرایند پخت خشک می‌شود و ترک می‌خورد و جلوه‌ای دو رنگ شبیه به علامت‌های ببر ایجاد می‌کند، از این رو نام آن به این خمیر می‌رسد. |
| Tonis puri                                            |                                                                             | نان تخت                                      | گرجستان                                                      | از آرد سفید و پخته شده در تنور. |
| Torta frita                                           |                                                                             | سفید آرد، چربی گوشت خوک، نان تخت، سرخ شده    | آرژانتین، اروگوئه                                            | مایه خمیر شده نان تخت سرخ شده در گوشت خوک. مشابه sopaipilla |
| تورتیا                                                |                                                                             | نان تخت                                      | مکزیک گواتمالا                                               | نازک نان تخت از آرد گندم ریز آسیاب شده. در اصل از تورتیلای ذرت (تورتیلا در اسپانیایی به معنای "تورتای کوچک" یا "کیک کوچک") گرفته شده است، نانی از ذرت که به قبل از ورود اروپایی‌ها به قاره آمریکا می‌رسد. دنیای جدید از اسپانیا در حالی که این منطقه مستعمره اسپانیای جدید بود. با خمیر بدون خمیر مایه آب تهیه می‌شود که مانند تورتیلاهای ذرت فشرده و پخته می‌شود.                                                                          |
| Tsoureki                                              |                                                                             | مایه خمیر شده                                | یونان                                                        | نان شیرین که از رشته‌های بافته خمیر تشکیل شده است. همچنین ممکن است خوش طعم باشد |
| Ttongppang                                            |                                                                             | پنکیک                                        | کره جنوبی                                                    | نان کره ای در بازارهای خیابانی فروخته می‌شود. آن را با خمیر لوبیا قرمز با مغز گردو پر می‌کنند. |
| Tunnbröd                                              |                                                                             | نان تخت                                      | سوئد                                                         | نرم (به عنوان بسته‌بندی برای سایر غذاها استفاده می‌شود) یا ترد (مورد استفاده با شاه ماهی تخمیر شده)، انواع مختلفی بسته به نوع دانه (هر گونه مخلوطی از گندم، جو، چاودار)، ماده خمیر مایه (یا کمبود) و وردنه. |
| Uttapam                                               |                                                                             | پنکیک                                        | جنوب هند (جنوب هند)                                          | کرپ یا پنکیک تخمیر شده از برنج خمیرابه و عدس سیاه که با پیاز، فلفل، فلفل دلمه ای، گشنیز، گوجه فرنگی و پنیر تزیین شده است. با چاتنی یا سامبار سرو می‌شود |
| Vánočka                                               |                                                                             | مایه خمیر شده                                | جمهوری چک، اسلواکی                                           | به‌طور سنتی در زمان کریسمس پخته می‌شود. سرشار از تخم مرغ و کره است که آن را شبیه به بریوش می‌کند. پوست لیمو و جوز هندی رنگ و طعم می‌دهند. خمیر می‌تواند حاوی کشمش و بادام نیز باشد و مانند چلو بافته می‌شود. |
| Vienna bread                                          |                                                                             | مایه خمیر شده                                | اتریش (وین)                                                  | تولید شده از فرآیندی با استفاده از آسیاب بالای غلات مجارستانی، مخمر پرس غلات برای خمیر شدن. |
| نان وقفی                                              |                                                                             | نان تخت                                      | عراق، ایران                                                  | یک نان صاف و نازک. |
| نان سفید                                              |                                                                             | سفید                                         | جهانی                                                        | ساخته شده از گندم آرد که سبوس و جوانه آن از طریق فرآیندی به نام آسیاب حذف شده است. |
| نان گندم کامل                                         |                                                                             | مایه خمیر شده                                | اروپا                                                        | ساخته شده با آرد که به‌طور جزئی یا کامل از غلات کامل یا تقریباً کامل گندم تهیه شده است. نسخه استونیایی Sepik است. |
| Wotou/wowotou                                         |                                                                             | بخارپز شده                                   | چین                                                          | نان بخارپز مخروطی شکل تهیه شده از آرد ذرت که منشأ آن شمال چین است. |
| نان ساجی                                              |                                                                             | نان تخت                                      | ترکیه                                                        | نازک، گرد، بی خمیر، شبیه لواش، به قطر حدود ۱۸ سانتی‌متر، معمولاً از آرد گندم، آب، نمک خوراکی درست می‌شود. هر چه میزان رطوبت کمتر باشد، ماندگاری طولانی تری دارد. با «یوفکا» به معنای خمیر فیلو اشتباه نشود. |
| زپف                                                   |                                                                             | مایه خمیر شده، سفید                          | سوئیس لیختن‌اشتاین آلمان اتریش                                | از آرد سفید، شیر، تخم مرغ، کره، مخمر، خمیر تهیه می‌شود، قبل از پخت با زرده تخم‌مرغ می‌مالند و پوسته‌ای طلایی تشکیل می‌دهند. |
| Zwieback                                              |                                                                             | نان شیرین ترد                                | آلمان                                                        | نان ترد و شیرین شده با تخم مرغ درست شده و دو بار پخته شده است. قبل از اینکه برای بار دوم پخته شود، برش داده می‌شود، که برش‌های ترد و شکننده ای تولید می‌کند که بسیار شبیه به نان تست ملبا است. |